# Буковинени (Ботошани)
Буковинени (рум. Bucovineni) насеље је у Румунији у округу Ботошани. Oпштина се налази на надморској висини од 300 m.

## Становништво
Према подацима из 2011. године у насељу је живело 3885 становника.